# Malé Svatoňovice
Malé Svatoňovice – gmina w Czechach, w powiecie Trutnov, w kraju hradeckim. Według danych z dnia 1 stycznia 2013 liczyła 1 532 mieszkańców.
W miejscowości znajduje się stacja kolejowa Malé Svatoňovice.
W miejscowości urodził się Karel Čapek – czeski pisarz.